# Museo Numantino de Soria
El Museo Numantino, ubicado en Soria, es una institución cultural que conserva, restaura, impulsa la investigación sobre las colecciones y divulga la historia de la provincia de Soria a través de diversas muestras de arte y arqueología, y especialmente dedicado al yacimiento de Numancia, así como a los de Tiermes y Uxama. 

## Historia
El Museo Numantino surgió de la fusión de dos museos sorianos: el museo Provincial y el museo Numantino. El primero fue creado en el siglo XIX a raíz de las Comisiones de Patrimonio Histórico-Artístico que se formaron con la Desamortización de Mendizábal en 1835, e inaugurado como museo en 1913. El museo Numantino se formó paralelamente al estudio del yacimiento de Numancia, iniciado en la década de 1870 y desarrollado de manera esencial entre 1906 y 1923. Finalmente, en 1914 se creó el museo, que fue inaugurado cinco años después, el 18 de septiembre de 1919, ocupando el edificio diseñado por el arquitecto Manuel Aníbal Álvarez, financiado inicialmente por Ramón Benito Aceña sobre terrenos cedidos por el ayuntamiento soriano. 
En 1932 el museo Provincial cambió el nombre a museo Celtibérico, que en 1941 fue asimilado por el Numantino, aunque manteniendo su independencia, hasta que en 1968 se produjo la fusión definitiva e íntegra de ambos centros, llamándose primero museo Provincial de Soria, después museo de Soria y por último Museo Numantino de Soria. En 1989 se realizó una reforma integral del mismo en la que se amplió la superficie de exposición hasta los 7000 m².
El museo funciona en formato de red, y coordina la actividad museística de los yacimientos y museos de la provincia adscritos a su dirección: 
- Monasterio de San Juan de Duero, Sección medieval del Museo Numantino.
- Museo Monográfico del yacimiento de Tiermes (en Montejo de Tiermes), Filial del Museo Numantino.
- Ermita de San Baudelio de Berlanga (en Caltojar), Anexo del Museo Numantino.
- Yacimiento-museo de Numancia, Anexo del Museo Numantino.
- Museo Yacimiento de Ambrona, Anexo del Museo Numantino.

## El edificio

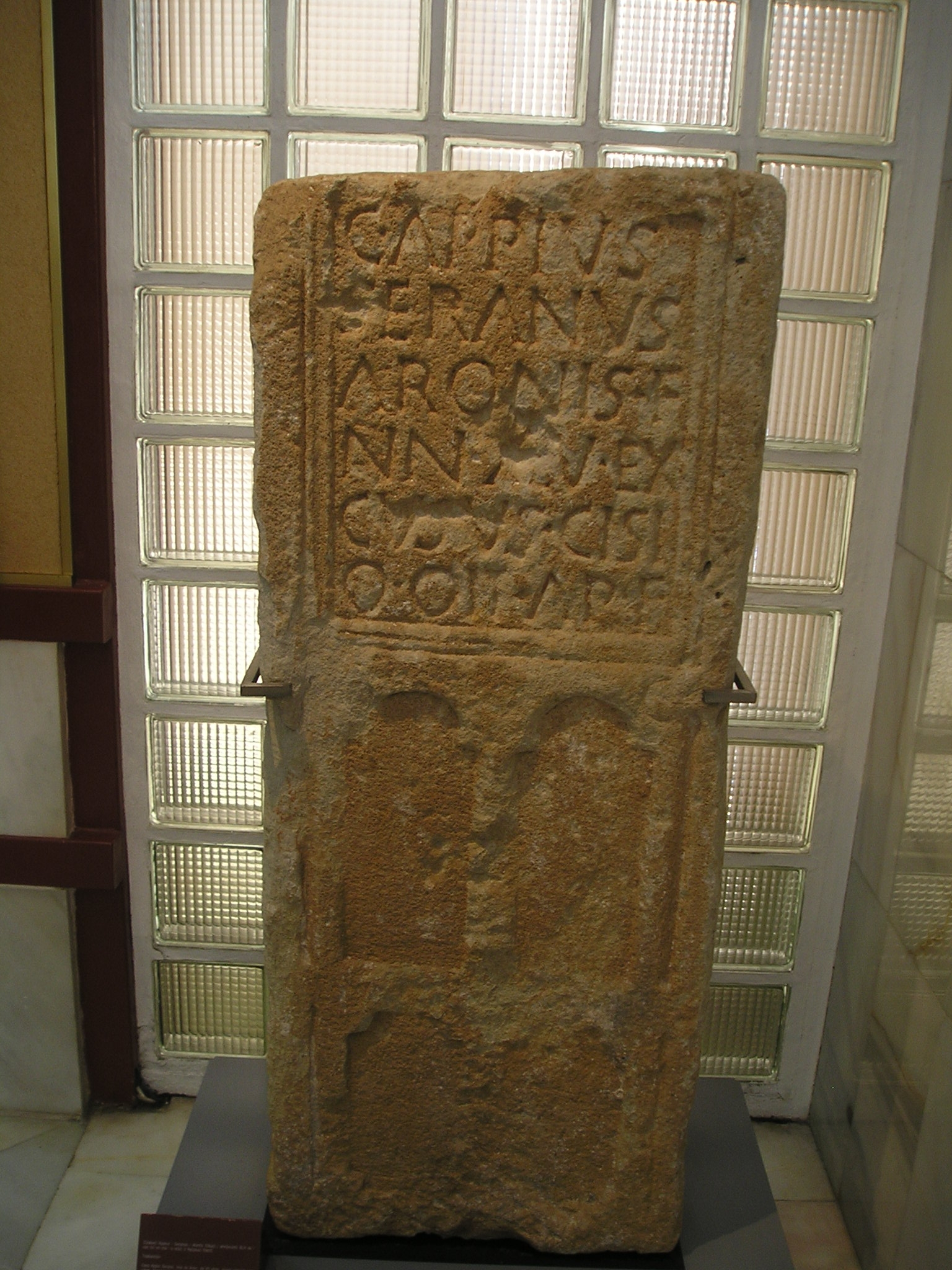
Inscripción funeraria romana que forma parte de los fondos del Museo Numantino, dentro de la colección permanente.

El edificio tiene un pórtico de acceso adintelado sobre ocho pilares cuadrangulares. El edificio original era de una sola planta con tres naves entre las que se abrían dos patios. En los años 1980 se amplió con un cuerpo de tres plantas y con una construcción en el lateral del patio. Concebida de manera cronológica, la visita comienza en el Paleolítico Inferior con restos de «Elephas Antiquus». De la Edad del Bronce sobresalen armas y estelas funerarias. La Edad del Hierro está representada por vasos y cerámicas provenientes de castros. De la etapa celtibérica se conservan cerámicas, fíbulas, pectorales, armas y herramientas procedentes de los yacimientos de Numancia, Uxama Argaela, Tiermes y de otros de la provincia. De la etapa romana resaltan restos encontrados en villas y necrópolis. Cierra la visita una panorámica de arqueología de la provincia en época medieval, de la que se conservan restos arquitectónicos, cerámicos y numismáticos.
El recorrido está adaptado para invidentes y deficientes visuales, a quienes se destina una serie de piezas y reproducciones que pueden ser tocadas.

## Fondos

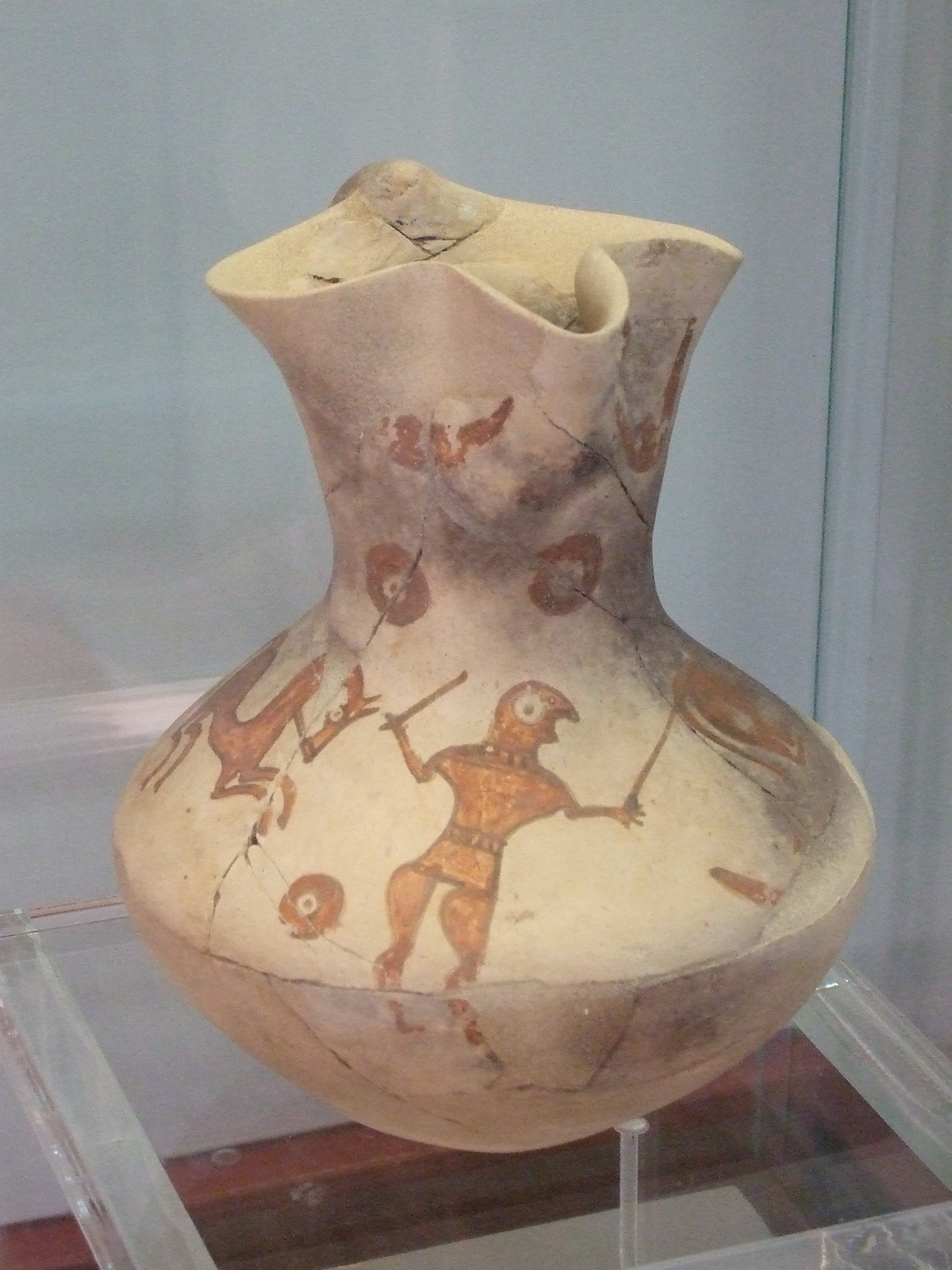
Jarra trilobulada decorada procedente de Numancía, característica de la cultura numantina, parte de la colección estable del Museo.

Cuenta con tres plantas distribuidas en dos alas, divididas en seis salas principales de exposición. La exposición permanente presenta, de forma cronológica, la historia de la provincia de Soria. Comienza por el Paleolítico Inferior y pasa al Paleolítico Superior donde destaca la pieza Solutrense, conocida como Placa de Villalba, declarada en 2014 bien de interés cultural con categoría de bien mueble. Los yacimientos de la zona suroeste de la provincia suministran una gran cantidad de objetos Neolíticos. La cultura Campaniforme y la Edad del Bronce están también representadas por importantes piezas, como las pertenecientes al depósito de Covelda y la estela menhir de Villar del Alba.
La Edad del Hierro tiene su representación obtenida en varios yacimientos, pero destacan los de Numancia, Tiermes y Uxama. Este periodo ocupa la exposición de las salas de los pisos superiores que conforman la Sección Celtibérica.
De la ocupación romana se muestran los restos procedentes de los yacimientos de Cuevas de Soria, Santervás del Burgo y Quintanares de Rioseco, además de los hallados en el periodo romano de Numancia. También hay representación visigótica procedente de Numancia, Osma y Tiermes, así como de la cultura musulmana en la península ibérica, y su presencia en la Marca Media con capital en Medinaceli. Después de los musulmanes las repoblaciones cristianas dejaron implantaciones importantes en el arte románico y gótico.

### Celtiberia
La exposición Celtibérica se ordena en tres grandes periodos, el antiguo, el pleno y el tardío. Destacan los ajuares funerarios con espadas de frontón y de antenas, fíbulas, pectorales de placa o de espirales, y urnas funerarias. Igualmente relevante es la parte de cerámica.
La dirección del museo ha estado a cargo de Blas Taracena Aguirre (1915-1951),  Juan Zozaya (1969-1973), José Luis Argente Oliver (1974-1998), y Elías Terés Navarro (1999-).